# Bodljikavi volak
Bodljikavi volak (volak, vol, kavulin, krnjol, lat. Bolinus brandaris, prvotno nazvan Murex brandaris od strane Carla Linnéa) je vrsta jestivog morskog puža, zastupljenog i u Jadranu. Poznat je od davnina. Korišten je kao sirovina za proizvodnju skupocjene purpurne boje, kao uljanica i u prehrani, a u moderno doba i kao suvenir te kao mamac u športskom ribolovu.
Strvinar je, lovac i kanibalistička vrsta. Posebnim cjevastim organom, uz pomoć sumporne kiseline, buši ljušturu školjkaša da bi došao do mesnog dijela. Najčešće je prikriven algama po kućici. 
U Jadranskom moru živi osam vrsta volaka - kvrgavi volak, bodljikavi volak, Sowerbyiev volak, volak iz Blainvillea, Edwardsov volak, rebrasti volak, volak jež i tele, a pod narodnim nazivom volak najčešće bez razlikovanja podrazumijevaju se prva dva navedena, koja su najrasprostranjenija.

## Opis
Ima čvrstu spiralnu kućicu na kojoj se ističu velike i čvrste bodlje. Otvor na kućici je širok, ovalan i ima karakterističan produžetak u obliku dugačkog kanala. Otvor je blijedo žute do narančaste boje. Veličina kućice odraslog volka je od 60 do 90 mm. Osnovna boja kućice je bež-zlatna do svijetlo smeđa, ali zbog prisustva simbiotskih algi i drugih organizama koji se nasele na kućicu može biti zelene i druge boje.

## Okoliš, rasprostranjenost i uporaba
Živi u središnjem i zapadnom dijelu Sredozemnog mora, uključujući Jadransko more, u istočnom Atlantiku od južne Engleske do zapadne Afrike, a pronađen je i na izoliranim plažama koraljnih otoka u Indijskom oceanu i Južnom kineskom moru. Obitava na svim vrstama morskog dna, naročito na muljevitim, pjeskovitim i stjenovitim podlogama. Obitava na dubini od 3 do 100 metara.
Mrijesti se u proljeće. Za vrijeme mrijesta na jednom mjestu se nađe i više desetaka puževa koji prilikom parenja formiraju loptastu nakupinu organizama. Nakupina jaja izgledom podsjeća na spužvu svijetlo žute boje.
Vrsta je poznata od davnina. Korištena je kao sirovina i u prehrani, kao mamac u ribolovu, a plijen je i sakupljača školjaka. Feničani su volke, njihove žlijezde odnosno sluz, koristili za proizvodnju skupocjene purpurne (grimizne) boje po kojoj su im Stari Grci nadjenuli ime. Upotrebljavao se i kao uljanica. 

## Vanjske poveznice
|  | Zajednički poslužitelj ima stranicu o temi Bolinus brandaris    |
|  | Zajednički poslužitelj ima još gradiva o temi Bolinus brandaris |